# Tutto ciò che c'è
Tutto ciò che c'è è un singolo del rapper italiano Caparezza, pubblicato nel 2000 come primo estratto dal primo album in studio ?!.

## Descrizione
Terza traccia dell'album, Tutto ciò che c'è contiene improbabili situazioni tra diversi VIP italiani o altri personaggi famosi della cultura popolare, facendo una tagliente ironia su luoghi comuni o criticando comportamenti dei VIP moderni che hanno dell'impossibile («fino a rendere possibile la realtà»).
Una prima versione del brano è presente anche nel suo secondo demo Zappa.

## Pubblicazione
Si tratta del primo singolo pubblicato dal rapper con lo pseudonimo Caparezza ed è stato commercializzato in due edizioni differenti. La prima, quella standard, presenta una copertina bianca con al centro un paio di forbici aperte, mentre la seconda contiene cinque remix del brano e presenta una copertina gialla con al centro la fotografia dello stesso paio di forbici quasi chiuse, che riflettono il volto di Caparezza.

## Tracce
CD singolo
1. Tutto ciò che c'è (Radio Cut) – 3:02
2. Tutto ciò che c'è (Instrumental Cut) – 2:51

CD promozionale – remix
1. Tutto ciò che c'è (Nocca Shade RMX) – 3:51
2. Tutto ciò che c'è (Capa Rezza Cool Beat RMX) – 4:08
3. Tutto ciò che c'è (Ominostanco RMX) – 4:39
4. Tutto ciò che c'è (The Musical Egg Era RMX) – 5:35
5. Tutto ciò che c'è (Nocca Nite RMX) – 4:17

## Formazione
Hanno partecipato alle registrazioni, secondo le note di copertina di ?!:
- Caparezza – voce, basi, produzione
- DJ Jan – scratch
- Daniele Saracino – registrazione, missaggio